# Jambe de Capoue

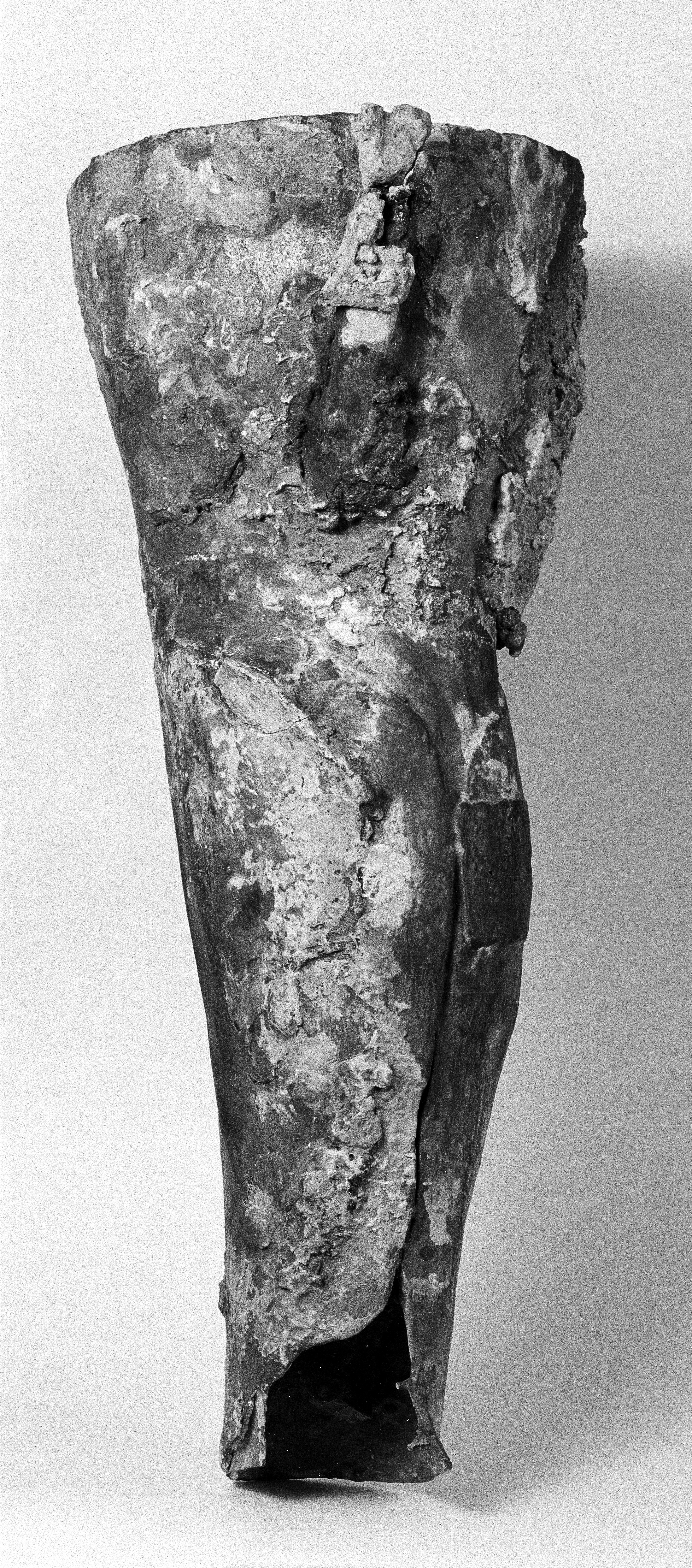
Copie de la prothèse.

La Jambe de Capoue est une prothèse du IIIe siècle av. J.-C. découverte en 1885 dans une tombe à Capoue, en Italie. Elle est l'une des plus anciennes prothèses connues. L'original ayant été détruit par un raid aérien pendant la Seconde Guerre mondiale, une copie est conservée au Science Museum de Londres.
L'objet est en bois et recouvert de bronze. Son utilité aurait été plus esthétique que fonctionnelle.